# هال کریشاک ۲۷
هال کریشاک ۲۷ (به انگلیسی: HAL_Krishak) یک هواگرد ملخ‌پیشین تک‌موتوره از نوع Observation aircraft ساخت شرکت هیندوستان آیروناتیکس است. هواگرد هال کریشاک ۲۷ نخستین پروازش را در نوامبر ۱۹۵۹ میلادی انجام داد. در مجموع، تعداد ۷۰ فروند از این هواگرد ساخته شده‌است.